# Natação na Universíada de Verão de 2021
A natação na Universíada de Verão de 2021 foi disputada no Centro de Esportes Aquáticos de Dong'an (Dong'an Lake Sports Park Aquatics Centre), em Chengdu na China entre 1 e 7 de agosto de 2023.

## Calendário
| Natação   | Julho | Julho | Julho | Julho | Julho | Agosto | Agosto | Agosto | Agosto | Agosto | Agosto | Agosto | Agosto | Eventos |
| Natação   | 27    | 28    | 29    | 30    | 31    | 1      | 2      | 3      | 4      | 5      | 6      | 7      | 8      | Eventos |
| --------- | ----- | ----- | ----- | ----- | ----- | ------ | ------ | ------ | ------ | ------ | ------ | ------ | ------ | ------- |
| Masculino |       |       |       |       |       | 2      | 3      | 3      | 3      | 2      | 4      | 3      |        | 20      |
| Feminino  |       |       |       |       |       | 2      | 2      | 2      | 4      | 2      | 3      | 5      |        | 20      |
| Misto     |       |       |       |       |       |        | 1      |        |        | 1      |        |        |        | 2       |
| Total     |       |       |       |       |       | 4      | 6      | 5      | 7      | 5      | 7      | 8      |        | 42      |

|  | Dia de competição |  | Dia de final |

## Medalhistas

### Masculino
| Evento                  | Ouro             | Prata            | Bronze           |                  |                  |                  |
| Individual              | Individual       | Individual       | Individual       |                  |                  |                  |
| Nado Crawl/Livre        | Nado Crawl/Livre | Nado Crawl/Livre | Nado Crawl/Livre | Nado Crawl/Livre | Nado Crawl/Livre | Nado Crawl/Livre |
| ----------------------- | ---------------- | ---------------- | ---------------- | ---------------- | ---------------- | ---------------- |
| 50m                     |                  |                  |                  |                  |                  |                  |
| 100m                    |                  |                  |                  |                  |                  |                  |
| 200m                    |                  |                  |                  |                  |                  |                  |
| 400m                    |                  |                  |                  |                  |                  |                  |
| 800m                    |                  |                  |                  |                  |                  |                  |
| 1500m                   |                  |                  |                  |                  |                  |                  |
| Nado Costas             |                  |                  |                  |                  |                  |                  |
| 50m                     |                  |                  |                  |                  |                  |                  |
| 100m                    |                  |                  |                  |                  |                  |                  |
| 200m                    |                  |                  |                  |                  |                  |                  |
| Nado Bruços/Peito       |                  |                  |                  |                  |                  |                  |
| 50m                     |                  |                  |                  |                  |                  |                  |
| 100m                    |                  |                  |                  |                  |                  |                  |
| 200m                    |                  |                  |                  |                  |                  |                  |
| Nado Mariposa/Borboleta |                  |                  |                  |                  |                  |                  |
| 50m                     |                  |                  |                  |                  |                  |                  |
| 100m                    |                  |                  |                  |                  |                  |                  |
| 200m                    |                  |                  |                  |                  |                  |                  |
| Estilos/Medley          |                  |                  |                  |                  |                  |                  |
| 200m                    |                  |                  |                  |                  |                  |                  |
| 400m                    |                  |                  |                  |                  |                  |                  |
| Estafetas/Revezamento   |                  |                  |                  |                  |                  |                  |
| 4x100m livre            |                  |                  |                  |                  |                  |                  |
| 4x200m livre            |                  |                  |                  |                  |                  |                  |
| 4x100m medley           |                  |                  |                  |                  |                  |                  |

### Feminino
| Evento                  | Ouro                                                        | Prata                                                                             | Bronze                                                              |                  |                  |                  |
| Individual              | Individual                                                  | Individual                                                                        | Individual                                                          |                  |                  |                  |
| Nado Crawl/Livre        | Nado Crawl/Livre                                            | Nado Crawl/Livre                                                                  | Nado Crawl/Livre                                                    | Nado Crawl/Livre | Nado Crawl/Livre | Nado Crawl/Livre |
| ----------------------- | ----------------------------------------------------------- | --------------------------------------------------------------------------------- | ------------------------------------------------------------------- | ---------------- | ---------------- | ---------------- |
| 50m                     | CHN Zhang Yufei                                             | ZAF Erin Gallagher                                                                | CYP Kalia Antoniou                                                  |                  |                  |                  |
| 100m                    | CHN Zhang Yufei                                             | ZAF Erin Gallagher                                                                | CYP Kalia Antoniou                                                  |                  |                  |                  |
| 200m                    | CHN Liu Yaxin                                               | ITA Giulia D'Innocenzo                                                            | FRA Océane Carnez                                                   |                  |                  |                  |
| 400m                    | CHN Li Bingjie                                              | HUN Ajna Késely                                                                   | ITA Antonietta Cesarano                                             |                  |                  |                  |
| 800m                    | CHN Li Bingjie                                              | ZAF Duné Coetzee                                                                  | ITA Noemi Cesarano                                                  |                  |                  |                  |
| 1500m                   | CHN Li Bingjie                                              | JPN Ichika Kajimoto                                                               | ITA Noemi Cesarano                                                  |                  |                  |                  |
| Nado Costas             |                                                             |                                                                                   |                                                                     |                  |                  |                  |
| 50m                     | POL Adela Piskorska                                         | POL Paulina Peda                                                                  |                                                                     |                  |                  |                  |
| 50m                     | POL Adela Piskorska                                         | USA Anya Mostek                                                                   |                                                                     |                  |                  |                  |
| 100m                    | POL Adela Piskorska                                         | POR Camila Rebelo                                                                 | ITA Federica Toma                                                   |                  |                  |                  |
| 200m                    | CHN Liu Yaxin                                               | POR Camila Rebelo                                                                 | HUN Eszter Szabó-Feltóthy                                           |                  |                  |                  |
| Nado Bruços/Peito       |                                                             |                                                                                   |                                                                     |                  |                  |                  |
| 50m                     | LTU Kotryna Teterevkova                                     | POL Dominika Sztandera                                                            | BRA Jhennifer Conceição                                             |                  |                  |                  |
| 100m                    | LTU Kotryna Teterevkova                                     | ZAF Kaylene Corbett                                                               | POL Dominika Sztandera                                              |                  |                  |                  |
| 200m                    | LTU Kotryna Teterevkova                                     | ZAF Kaylene Corbett                                                               | CHN Zhu Leiju                                                       |                  |                  |                  |
| Nado Mariposa/Borboleta |                                                             |                                                                                   |                                                                     |                  |                  |                  |
| 50m                     | CHN Zhang Yufei                                             | ZAF Erin Gallagher                                                                | ITA Viola Scotto di Carlo                                           |                  |                  |                  |
| 100m                    | CHN Zhang Yufei                                             | ZAF Erin Gallagher                                                                | ITA Giulia D'Innocenzo                                              |                  |                  |                  |
| 200m                    | ITA Antonella Crispino                                      | HUN Dalma Sebestyén                                                               | JPN Chiho Mizuguchi                                                 |                  |                  |                  |
| Estilos/Medley          |                                                             |                                                                                   |                                                                     |                  |                  |                  |
| 200m                    | ITA Anita Gastaldi                                          | HUN Dalma Sebestyén                                                               | USA Caroline Theil                                                  |                  |                  |                  |
| 400m                    | JPN Ichika Kajimoto                                         | USA Megan van Berkom                                                              | USA Paige MacEachern                                                |                  |                  |                  |
| Estafetas/Revezamento   |                                                             |                                                                                   |                                                                     |                  |                  |                  |
| 4x100m livre            | CHN China Li Bingjie Liu Yaxin Luo Youyang Zhang Yufei      | ITA Itália Anita Gastaldi Viola Scotto di Carlo Paola Biagioli Giulia D'Innocenzo | JPN Japão Momoka Yoshii Hazuki Yamamoto Riru Kubota Shiho Matsumoto |                  |                  |                  |
| 4x200m livre            | CHN China Liu Yaxin Jing Shangbeihua Zhang Yufei Li Bingjie | USA Estados Unidos Amy Tang Megan van Berkom Mackenzie Hodges Paige MacEachern    | JPN Japão Momoka Yoshii Shiho Matsumoto Kanon Nagao Ichika Kajimoto |                  |                  |                  |
| 4x100m medley           | CHN China Liu Yaxin Zhu Leiju Zhang Yufei Li Bingjie        | POL Polônia Adela Piskorska Dominika Sztandera Paulina Peda Kornelia Fiedkiewicz  | JPN Japão Yumi Shuno Haruna Ogata Natsuki Hiroshita Shiho Matsumoto |                  |                  |                  |

### Misto
| 4x100m livre  | CHN China Chen Juner Lin Tao Li Bingjie Zhang Yufei        | ITA Itália Giovanni Izzo Giovanni Carraro Paola Biagioli Anita Gastaldi             | BRA Brasil Vinícius Assunção Breno Correia Luanna Oliveira Fernanda Celidônio         |
| 4x100m medley | CHN China Wang Gukailai Qin Haiyang Zhang Yufei Li Bingjie | POL Polônia Kacper Stokowski Dominika Sztandera Jakub Majerski Kornelia Fiedkiewicz | ITA Itália Simone Stefanì Alessandro Pinzuti Giulia D'Innocenzo Viola Scotto di Carlo |